# Кондао (аэропорт)
Аэропорт Кондао (вьет. Sân bay Côn Đảo, ИАТА: VCS, ИКАО: VVCS), также аэропорт Коонг (вьет. Sân bay Cỏ Ống) — вьетнамский коммерческий аэропорт, расположенный на острове Коншон архипелага Кондао в южном Вьетнаме, в провинции Бариа-Вунгтау. Рейсы среднемагистральных узкофюзеляжных пассажирских самолётов связывают Кондао с городами Хошимин и Кантхо.

## История
Аэропорт был построен во времена французской колонизации.
В 2003-2005 годах была проведена масштабная реконструкция взлётно-посадочной полосы, перрона и терминала, который стал двухэтажным. Аэропорт модернизирован до уровня 3C и стал способен принимать самолёты ATR 72, Embraer E195 и подобные.

## Инфраструктура
Аэропорт имеет взлётно-посадочную полосу размером 1800×30 метров и четыре стояночных места для среднемагистральных самолётов. Пропускная способность — 400 или 500 пассажиров в час, 400 тыс. пассажиров в год.

## План модернизации
Аэропорт на острове Коншон — единственный на всём архипелаге Кондао, набирающем популярность туристическом направлении. Число туристов увеличивается год от года, пропускной способности аэропорта не хватает, а морские перевозки не всегда возможны из-за штормов. Министерство транспорта поручило руководству провинции разработать детальный план модернизации аэропорта. К 2030 году его пропускная способность должна достичь 4-5 млн пассажиров в год.